# 尼泊尔绿绒蒿
尼泊尔绿绒蒿（学名：Meconopsis napaulensis）为罂粟科绿绒蒿属下的一个种。

## 扩展阅读
- 維基物種上的相關：尼泊尔绿绒蒿